# 韋利耶湖 (奧波奇卡區)
56°32′37″N 28°56′30″E / 56.54361°N 28.94167°E

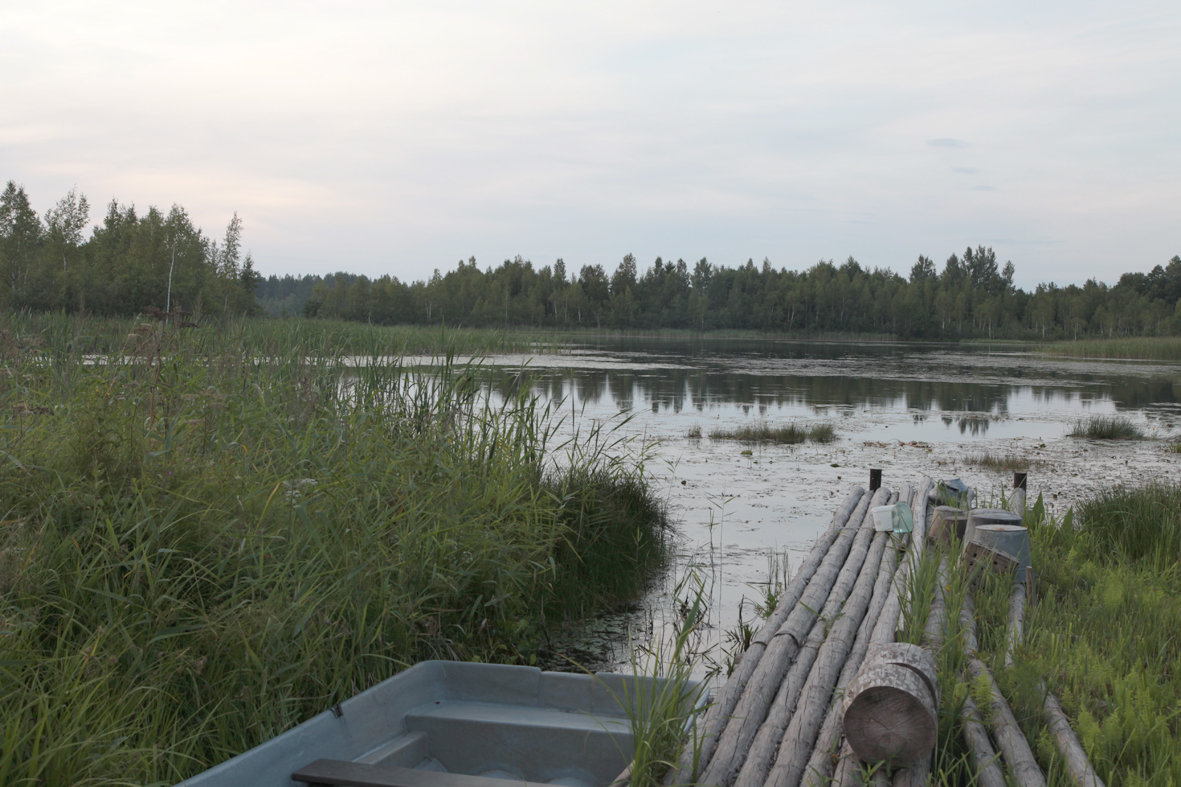

韋利耶湖（俄语：Велье），是俄羅斯的湖泊，位於該國西北部，由普斯科夫州負責管轄，處於奧波奇卡區，面積5平方公里，海拔高度117米，集水區面積30平方公里，平均水深8.1米，最大水深17.8米。